# Rail Simulator
Rail Simulator (Kuju Rail Simulator) är ett tågsimulatorspel publicerat av Electronic Arts. Spelet utvecklades av brittiska Kuju Entertainment, samma företag som utvecklade Microsoft Train Simulator tillsammans med Microsoft. Efter att spelet hade släppts i Storbritannien tog Rail Simulator Developments Ltd över ansvaret för framtida utveckling av Rail Simulator och har sedan dess släppt flera expansionspaket och andra uppdateringar.

## Gameplay
Rail Simulator har flera valmöjligheter. Man kan välja mellan ånglok, diesellok och elektriska tåg och man kan styra med tangentbordet eller musen. Vädret förändras dynamiskt med tiden. Spelet innehåller också ett läge för att skapa egna terränger och scenarier. Spelet har kritiserats av recensenter för att inte ge tillräckligt med hjälp för nybörjare, och bristen på fullständiga instruktioner.